# Partito Rivoluzionario del Popolo Lao
Il Partito Rivoluzionario del Popolo Lao (in lao ພັກປະຊາຊົນປະຕິວັດລາວ, Phak Pasason Pativat Lao) è il partito comunista al governo della Repubblica Popolare Democratica del Laos dal 1975. Il suo ruolo centrale nello Stato è garantito dall'articolo 3 della Costituzione.
Il PRPL fu fondato il 22 marzo 1955 da ex membri del Partito Comunista Indocinese e guidò l'insurrezione contro il Regno del Laos e sostenne le forze del Vietnam del Nord nella loro guerra contro gli Stati Uniti. Nel 1975, il Partito salì al potere del Laos e nei primi anni di governo rafforzò il controllo del partito sulla società e cercò di stabilire un'economia pianificata simile al modello sovietico. Negli anni ottanta, sotto influenza delle riforme di mercato di Cina e Vietnam, il PRPL avviò riforme economiche che portarono a privatizzazioni.
Nonostante le riforme di mercato, il Partito Rivoluzionario è impegnato nella realizzazione del comunismo e continua a partecipare all'Incontro Internazionale dei Partiti Comunisti e Operai. Secondo lo statuto, il partito aderisce al marxismo-leninismo e al pensiero di Kaysone Phomvihane, fondatore del PRPL.
Dal 2021, il segretario generale è Thongloun Sisoulith.

## Storia

### Origini

#### Sezione laotiana del Partito Comunista Indocinese
Il 3 febbraio 1930, il leader vietnamita Ho Chi Minh fondò a Hong Kong il Partito Comunista del Vietnam per riunire i comunisti dell'Indocina francese e organizzare la lotta anti-colonialista. L'Internazionale Comunista era tuttavia contraria al nome dell'organizzazione perché esaltava troppo il nazionalismo vietnamita e non coinvolgeva le altre popolazioni dell'Indocina. Inoltre, il Comintern riteneva che i lavoratori di Vietnam, Cambogia e Laos avessero più cose in comune rispetto alle differenze. Il Partito decise quindi di rinunciare al nome "Partito Comunista del Vietnam" e fu rinominato in Partito Comunista Indocinese (in vietnamita: Đảng Cộng sản Đông Dương).
Nel 1936, fu creata la sezione laotiana all'interno del Partito Comunista Indocinese. Nonostante avesse dovuto rappresentare i popoli dell'Indocina, la dirigenza del PCI era completamente formato da Vietnamiti.

#### Seconda guerra mondiale
Intanto, con la capitolazione della Francia nel 1940, si allentò il controllo sul Laos e dopo la guerra franco-thailandese del 1940-1941 le province laotiane di Champasak e Xaignabouli furono cedute alla Thailandia, con l'intermediazione dell'Impero giapponese e senza una rappresentazione laotiana alla firma dell'armistizio.
L'aumento dell'influenza giapponese nell'Indocina intensificò il sentimento nazionalista anti-giapponese, e l'Office of Strategic Services degli Stati Uniti d'America colse l'occasione per creare il movimento armato "Seri Thai" ("Thai libero"). Il gruppo interno laotiano si staccò e formò il "Laos per i Lao" (Lao Pen Lao) favorevole alla nascita di un grande stato laotiano con il supporto degli USA. Nel febbraio 1945, il LPL formò la Lega dell'Indipendenza Lao (Sannibat lao ekkalat) e coinvolse principi e aristocratici laotiani. Il Laos fu occupato il 9 marzo 1945 dai Giapponesi che costrinsero il re filo-francese Sisavang Vong a dichiarare l'indipendenza del Regno di Luang Prabang.

#### Lao Issara
Dopo la resa del Giappone, il premier laotiano principe Phetsarath Rattanavongsa affermò che la dichiarazione d'indipendenza era ancora valida, ma la Francia ribadì che il Laos era ancora sotto il loro protettorato. Intanto, il Partito Comunista Indocinese diffuse propaganda anti-francese tra i Vietnamiti residenti nel Regno, e il 2 settembre 1945 Ho Chi Minh proclamò l'indipendenza del Vietnam del Nord.
Il 7 settembre 1945, il re proclamò la continuazione del protettorato francese ma il mese successivo gli indipendentisti laotiani fondarono il movimento Lao Issara ("Laos libero") per riunire tutte le forze anti-francesi. Il 12 ottobre, l'organizzazione depose il re e istituì la repubblica Pathet Lao ("Terra dei Lao"). L'11 novembre 1945 avvenne lo scioglimento formale del Partito Comunista Indocinese e la proclamazione della Rivoluzione Democratica Nazionale.

#### Guerra d'Indocina e Pathet Lao
Nel 1946 la Francia invase militarmente l'Indocina, provocando una sanguinosa guerra. Nel marzo 1946, il Laos fu riconquistato velocemente, date le esigue forze dei Lao Issara e le pessime condizioni finanziarie del nuovo governo, e i Francesi riconsegnarono il trono a Sisavang Vong. Il direttivo del Lao Issara fu costretto a fuggire e formare un governo in esilio a Bangkok, in Thailandia, appoggiato dalla locale diplomazia, mentre gruppi sparsi di partigiani continuarono in Laos la resistenza contro i colonizzatori.
In Vietnam, il PCI avviò in clandestinità il reclutamento dei quadri comunisti laotiani e tra questi vi erano lo studente di legge dell'Università di Hanoi Kaysone Phomvihane e il guerrigliero Nouhak Phoumsavanh. Si unì anche il principe Souphanouvong della casa reale di Luang Prabang, il quale era apertamente di sinistra ma non era iscritto al partito comunista. Anche il comandante delle guarnigioni di Savannakhet Thao O Anourack si rifugiò ad Hanoi, dove accettò la proposta di fondare il Comitato per la Liberazione del Laos. Iniziò le operazioni militari nel nord del paese tenendosi in contatto con Hanoi e con la dirigenza Lao Issara di Bangkok.
Nel 1949, fu sciolto il movimento Lao Issara e l'ala più radicale si trasferì con Souphanouvong nel Vietnam settentrionale, unendosi ai comunisti laotiani e ai Viet Minh. Nell'agosto del 1950, Souphanouvong convocò il Congresso dei Rappresentanti del Popolo e fu creato il Fronte del Laos Libero per la lotta anti-francese e la rifondazione del Pathet Lao.
Nel 1950, Kaysone e Nouhak entrarono ufficialmente nel PCI, che egemonizzò il movimento Pathet Lao. La strategia del partito di fare un fronte unito con i patrioti non comunisti fu necessaria soprattutto in Laos, dove la nozione di armonia diffusa dal Buddhismo si scontrava con la lotta di classe propugnata dai comunisti. In questo periodo, dei 2 091 membri del PCI presenti in Laos, solo 31 erano laotiani. L'infiltrazione di osservatori e truppe comuniste vietnamite in Laos passò dalle 500 unità di fine 1946 alle 17 000 nel 1953.

#### Scioglimento del Partito Comunista Indocinese
Nel febbraio 1951, il Partito Comunista Indocinese organizzò nella provincia di Tuyen Quang il II Congresso nazionale, durante il quale fu deciso lo scioglimento in tre partiti comunisti per i tre Stati dell'Indocina (Vietnam, Cambogia e Laos). Il nucleo originale vietnamita del PCI si riorganizzò nel Partito dei Lavoratori del Vietnam (PLV). Al momento dello scioglimento del PCI, solo 31 membri su 2091 attivi nel Laos erano Laotiani. Secondo lo scienziato politico Joseph J. Zasloff:
Subito dopo il II Congresso, fu annunciata un'alleanza tra Vietnamiti, Laotiani e Khmer per la lotta contro il colonialismo francese e l'imperialismo statunitense nella regione indocinese.

### Guerra civile laotiana
Tra il 1951 ed il 1952, sia il Pathet Lao, tra le file dei Viet Minh, che il Regno del Laos, con l'aiuto francese, formarono ed addestrarono un proprio esercito. Nell'aprile del 1953, un esercito di 40 000 Viet Minh supportati da 2 000 militanti del Pathet Lao invasero il nord-est del Paese e furono fronteggiati da 10 000 truppe reali affiancate da 3 000 regolari francesi. I ribelli occuparono buona parte delle province di nord-est e si insediarono a Xam Neua. Scoppiò quindi la guerra civile laotiana. 

#### Fondazione del Partito Popolare del Lao
I Laotiani avrebbero dovuto formare un nuovo partito comunista, ma tale proposta si scontrò con i membri non comunisti del Pathet Lao.
Nel 1952, il Partito dei Lavoratori del Vietnam stabilì un Comitato per l'organizzazione del Partito formato da Kaysone Phomvihane (come segretario), Nouhak Phoumsavanh, Sisavath Keobounphan, Boun Phommahaxai e Khamsen.
Nell'autunno del 1953, il Regno del Laos ottenne l'indipendenza dalla Francia. Nello stesso anno, il PLV iniziò un'epurazione dei membri laotiani che portò all'espulsione di tutti i 17 iscritti e un numero indefinito di candidati membri.
Nel 1954, il Regno partecipò alla Conferenza di Ginevra e firmò l'armistizio con Francia e Viet Minh ottenendo un cessate il fuoco e il ritiro delle truppe vietnamite dal territorio laotiano verso il Vietnam del Nord, creato in quell'occasione. Il Laos si dichiarò inoltre neutrale al conflitto in corso nel Vietnam. Tuttavia, il Pathet Lao e i Nordvietnamiti colsero l'occasione per attuare una vasta campagna di reclutamento.
Nella seconda metà del 1954, i leader del Pathet Lao si riunirono vicino al confine della provincia di Houaphan e discussero della necessità di creare un nuovo partito per garantire il successo nel periodo post-bellico. I membri favorevoli si incontrarono in segreto e il 22 marzo 1955 organizzarono il Congresso fondativo del Partito Popolare del Lao (lao ພັກປະຊາຊົນລາວ, Phak Pasason Lao), con presidente Kaysone Phomvihane Il Pathet Lao divenne in seguito il ramo armato dei comunisti nel conflitto.

#### Intervento degli Stati Uniti
Durante la guerra civile si alternarono alla guida del Regno del Laos diversi governi, alcuni dei quali cercarono l'adesione dei comunisti in nome della riconciliazione nazionale. Questi tentativi si rivelarono vani per l'eccessiva differenza tra le posizioni dei comunisti e dei filo-occidentali. Il conflitto si intrecciò con la Guerra del Vietnam, a causa dell'alleanza tra i comunisti laotiani e vietnamiti. Nel 1959 il PPL fu quasi annichilito dalla repressione governativa, e il Vietnam del Nord reagi aumentando il supporto al partito e al Pathet Lao.
Senza l'autorizzazione del Congresso e violando gli accordi di Ginevra, la Central Intelligence Agency addestrò in segreto reparti speciali di guerriglieri anti-comunisti che, supportati dall'aviazione americana e dalle truppe dell'Esercito Reale Laotiano, effettuarono importanti azioni di disturbo alle operazioni delle forze comuniste laotiano-vietnamite.
Il conflitto laotiano sarebbe stato caratterizzato dalla più grande campagna di bombardamenti aerei degli statunitensi dalla seconda guerra mondiale: tra il 1964 e il 1973furono sganciate più di 2 milioni di tonnellate di bombe sul territorio laotiano, per un totale di 580.000 raid aerei americani.

#### Partito Rivoluzionario e nascita della Repubblica Democratica
Nei primi anni sessanta, il PPL riuscì a controllare quasi la metà del Laos. Nonostante fosse la forza principale dell'insurrezione dal 1955 al 1975, il Partito mantenne segreta la propria esistenza, preferendo dirigere le proprie attività attraverso i fronti. Nel febbraio 1972, il PPL organizzò il II Congresso nazionale e cambiò il proprio nome in Partito Rivoluzionario del Popolo Lao.
Il 21 febbraio 1973, dopo anni di guerra, fu firmato un accordo di pace con il Regno e fu istituito un Governo provvisorio di unità nazionale composto da simpatizzanti comunisti e guidati dal monarchico Souvanna Phouma.
Da dicembre 1974 a gennaio 1975 le truppe reali nelle province di Houa Khong e Khammouan insorsero contro il governo e il Partito Rivoluzionario, attraverso il Pathet Lao, prese il controllo delle strade verso la capitale Vientiane, tagliando i rifornimenti verso la città. Tra aprile e maggio, fu organizzata una protesta anti-governativa a Vientiane che portò alle dimissioni di cinque membri del governo. In un tentativo estremo di salvare la monarchia, il governo annunciò nuove elezioni per il 1976.
Il 26 novembre 1975, i rappresentanti del Partito Rivoluzionario riuscirono a convincere il Re a rinunciare alla ricchezza reale e ad abdicare. Il PRPL organizzò quindi il Congresso nazionale dei rappresentanti del popolo per il 1-2 dicembre 1975. Il Congresso sciolse il Regno del Laos, stabilì la nascita della Repubblica Democratica Popolare del Laos e annunciò la fine della Rivoluzione Democratica Nazionale.

### Al potere

#### Primi anni

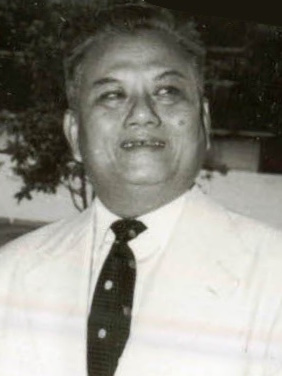
Kaysone Phomvihane nel 1978

Inizialmente legato al Partito Comunista Cinese, dopo la presa del potere il PRPL rafforzò i propri legami con il Partito Comunista dell'Unione Sovietica e, in special modo, con il Partito Comunista del Vietnam (le cui forze armate peraltro occupavano il Laos) e Kaysone Phomvihane divenne presidente del Consiglio dei ministri.
La caduta del governo reale e l'ascesa dei comunisti produsse un esodo e nel 1980 il 10% percento della popolazione aveva lasciato il Paese. Nei primi anni del potere, il Partito continuò ad agire in maniera riservata e le principali voci pubbliche del movimento comunista prima del 1975, come il leader del Fronte Patriottico Lao Souphanouvong, furono allontanate. Il nuovo governo chiuse le agenzie di stampa indipendenti e quelle rimaste furono costrette ad iscriversi nel Fronte Lao per la Costruzione Nazionale, un'organizzazione gestita dal Partito. Per diffondere le idee del governo, il PRPL e il FLCN organizzarono incontri e raduni in tutto il Laos per istruire il popolo riguardo alla linea del Partito e diffondere la dottrina marxista-leninista, con lo scopo di forgiare il nuovo uomo socialista.
Nel 1978, il PRPL continuò la sua costruzione del socialismo collettivizzando l'agricoltura. Secondo il giornalista e storico Martin Stuart-Fox, il Partito credeva che la produttività agricola poteva essere aumentata solo attraverso economie di scala e la proprietà collettiva dei mezzi di produzione, poiché le cooperative avrebbero potuto massimizzare l'impiego degli input moderni nell'agricoltura. Gli obiettivi della collettivizzazione erano di abolire la proprietà privata nelle campagne e rafforzare il controllo politico nelle aree inizialmente controllate dal governo reale, ma il processo si rivelò difficile da implementare e diverse aree si opposero attivamente. Di conseguenza, il PRPL rinunciò alla collettivizzazione nel 1981, e negli anni successivi iniziò a concentrarsi sull'impiego di nuovi macchinari agricoli per migliorare l'efficienza economica.

Stemma del Laos con simbologia comunista, usato dal 1975 al 1991.

Dal 27 al 30 aprile 1982 si riunì il III Congresso del Partito Rivoluzionario del Popolo Lao per adottare il primo piano quinquennale per lo sviluppo socioeconomico, individuare la linea politica generale e la direzione del Paese nella sua transizione verso il socialismo. Furono previste "tre rivoluzioni" nella scienza, nella tecnologia e nella produzione, spingendo in particolare verso l'industrializzazione.
Tra il 13 e il 15 novembre 1986, fu organizzato il IV Congresso nazionale nel quale fu deciso lo smantellamento del sistema di pianificazione economica basato sul modello sovietico a favore di un'economia socialista di mercato, similmente alla Cina con il socialismo con caratteristiche cinesi e al Vietnam con il Doi Moi. Secondo il Congresso, il Partito aveva agito troppo rapidamente nella nazionalizzazione e nella collettivizzazione senza considerare le condizioni e le capacità reali del Laos. Di conseguenza, lo Stato si aprì al commercio e alla cooperazione con altri Paesi al di fuori del blocco socialista e accettò investimenti stranieri, permettendo al settore privato di avere un ruolo maggiore nello sviluppo economico. In nome della "contabilità economica socialista" molte aziende furono tagliate fuori dal bilancio statale e furono costrette a sopravvivere nel libero mercato. Nel 1988, in vista della crisi nel blocco orientale e in Unione Sovietica, il governo laotiano introdusse nuove riforme: fu adottato un codice di leggi favorevoli agli investimenti stranieri e fu incoraggiata la creazione di joint ventures. Inoltre, nel 1988, Kaysone Phomvihane affermò che la collettivizzazione era antiquata e fallimentare, e due anni dopo tutte le cooperative agricole furono sciolte.
La ragione più importante ma implicita per questi cambiamenti fu il drastico declino dell'assistenza straniera sulla quale il Laos dipendeva completamente, con il 70% degli aiuti provenienti dall'Unione Sovietica e dal blocco orientale. Nel 1988 il valore totale degli aiuti stranieri dal blocco orientale ammontava a 52 milioni $, nel 1989 era sceso a 1 milione $ e a 0 nel 1990.

#### Dopo la caduta del comunismo in Europa
La caduta del comunismo nell'Europa orientale ebbe un forte impatto nel Laos. Molti studenti iniziarono a criticare il monopolio del potere politico del PRPL e iniziarono a chiedere un sistema multipartitico, ottenendo l'appoggio del Club Socialdemocratico, un gruppo di quaranta intellettuali laotiani. A causa degli eventi, l'ufficiale del Partito e viceministro per la scienze e la tecnologia Thongsouk Saisangkhi presentò una lettera aperta di dimissioni e accusò il PRPL di aver istituito una "monarchia comunista" e una "dinastia del Politburo", riferendosi alla crescente influenza dei figli dei leader. Alla fine, Thongsouk Saisangkhi, il viceministro dell'economia e della pianificazione Latsami Khamphoui e il ministro della giustizia Pheng Sakchittaphong furono imprigionati nell'ottobre 1990 e condannati a 14 anni di carcere nel novembre 1992.
Dal 27 al 29 marzo 1991 si tenne il V Congresso del Partito Rivoluzionario del Popolo Lao, durante il quale furono discussi i risultati delle riforme e le possibili forme di miglioramento del governo. Lo statuto fu modificato: il PRPL avrebbe continuato a sostenere i principi generali del marxismo-leninismo ma allo stesso tempo avrebbe dovuto apprendere dai Paesi esteri, attribuendo comunque grande importanza al rafforzamento della tradizione patriottica nazionale e alla costruzione della solidarietà tra il popolo multietnico. La carica di Segretario generale fu sostituita da quella di Presidente, e il Congresso definì le fasi per gli anni novanta nella costruzione del socialismo.
Nel 1991 fu adottata una nuova costituzione nella quale il Laos veniva definito come una dittatura democratica popolare sotto la leadership del Partito Rivoluzionario del Popolo. Il membro del politburo Khamtai Siphandon affermò che:
Il 21 novembre 1992 morì Kaysone Phomvihane, dopo esser stato al potere del Laos per 17 anni e del Partito per 37 anni. Tre giorni dopo, il Comitato centrale organizzò una sessione straordinaria per eleggere all'unanimità Khamtai Siphandon come nuovo Presidente del Comitato centrale.
Tra il 18 e il 20 marzo 1996, fu organizzato il VI Congresso nazionale del Partito Rivoluzionario. Siphandon fu confermato alla Presidenza del PRPL, e il congresso identificò gli obiettivi e i ritmi di sviluppo socioeconomico fino al 2020. Il Partito doveva favorire l'unità interna e la coesione sociale, garantire la sovranità del Paese, accumulare risparmi nazionali per cercare un equilibrio tra la crescita economica e della popolazione. Fu inoltre incoraggiata l'apertura al mondo internazionale e il 23 luglio 1997 il Laos entrò a far parte dell'Associazione delle Nazioni del Sud-est asiatico.

#### Nuovo millennio
Dal 12 al 14 marzo 2001, si tenne il VII Congresso che annunciò di aver portato il Laos fuori dalla fascia di sottosviluppo e di averlo reso un Paese in via di sviluppo. Fu intensificata la lotta alla povertà, alla pratica del debbio e alla coltivazione dei papaveri da oppio. I membri del governo dovevano rafforzare l'ideologia politica, promuovere la solidarietà con il popolo ed espandere la collaborazione con i Paesi esteri. Il Congresso riaffermò l'aderenza del Partito al marxismo-leninismo e invitò le regioni ad aumentare gli scambi commerciali e a coinvolgere maggiormente la popolazione. Dal 2001 in particolare, il Partito e l'esercito si sono praticamente omologati, tanto che Khamtai Siphandon e Choummaly Sayasone, rispettivamente capi del Partito dal 1992 al 2006 e dal 2006 ad 2021, provengono dall'esercito.
Tra il 18 e il 21 marzo 2006, il Partito si riunì per il VIII Congresso nazionale: dopo aver servito per 14 anni come presidente del Comitato centrale, Khamtai Siphandon lasciò il proprio incarico e fu seguito da Choummaly Sayasone con la carica ripristinata di Segretario generale. Il Partito stabilii una direttiva per il periodo 2006-2010 con lo scopo di lavorare all'eradicazione della povertà e alla creazione delle condizioni ideali per portare il Laos dallo status di Paese meno sviluppato entro il 2020. Il Congresso vide inoltre la necessità di chiarire la propria posizione marxista-leninista, sostenendo che il Partito era socialista fino a quando i propri obiettivi fossero stati lo "sviluppo del potere economico, il rafforzamento dello Stato e la garanzia della stabilità politica, il miglioramento degli standard di vita e la creazione di benefici per la popolazione". Nel rapporto politico del VII Comitato centrale all'VIII Congresso si affermò che:
Il Partito cercò quindi di chiarire perché era logico e legittimo utilizzare i mercati per costruire il socialismo, e affermò che la costruzione di uno stato-nazione di successo era un prerequisito per creare le condizioni socialiste.
Dal 18 al 22 gennaio 2016 si riunì il X Congresso del Partito, durante il quale Bounnhang Vorachith fu eletto nuovo segretario.
Dal 13 al 15 gennaio 2021 si riunì l'XI Congresso nazionale che elesse Thongloun Sisoulith come segretario generale. Durante il Congresso, fu data maggiore priorità allo sviluppo scientifico e tecnologico del Laos e alla lotta contro la povertà, accentuando inoltre la costruzione delle infrastrutture, la riduzione dei rischi di disastri e la salvaguardia dell'ambiente. Il governo avrebbe dovuto affrontare con decisione le sfide economiche e sociali causate dalla pandemia di COVID-19.

## Struttura

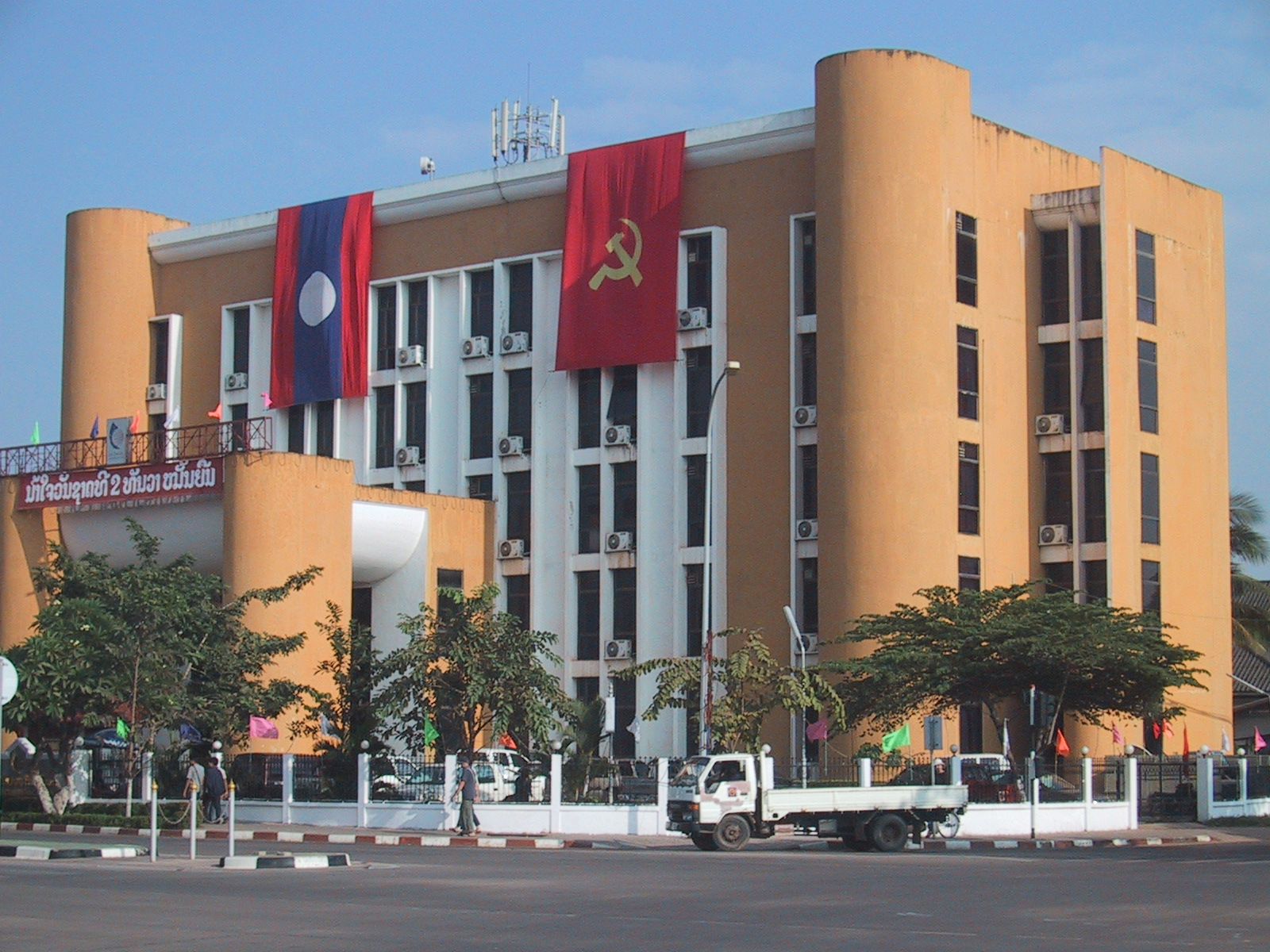
Bandiera del Laos e del Partito Rivoluzionario su un edificio di Ventiane

L'organizzazione del Partito si basa sul centralismo democratico concepito da Vladimir Lenin. Il segretario generale Kaysone Phomvihane, in un discorso al V Congresso nazionale, affermò che:

### Organi centrali
Il Congresso nazionale è l'organo più importante del Partito Rivoluzionario e si riunisce almeno ogni cinque anni. Convocato dal Comitato centrale, il Congresso nazionale ha le seguenti responsabilità:
- Ascoltare il rapporto politico del Comitato centrale uscente
- Adottare un Piano quinquennale per lo sviluppo socioeconomico
- Eleggere un Comitato centrale
- Discutere e attuare le politiche del Partito
- Rivedere lo Statuto del Partito

Tra un Congresso e l'altro, l'organo decisionale più importante è il Comitato centrale, che elegge i membri degli organi che attuano le sue direttive. La prima sessione plenaria del nuovo Comitato centrale elegge il Segretario generale del Partito, la Commissione di difesa e sicurezza pubblica, il Segretariato, l'Ufficio politico (Politburo) e la Commissione ispettiva.
L'Ufficio politico esercita le funzioni e i poteri del Comitato centrale quando quest'ultimo non è in sessione. Nell'Ufficio Politico siedono, fra gli altri, il presidente della Repubblica, il presidente del Consiglio dei ministri ed il presidente dell'Assemblea Nazionale.
La Commissione di difesa e sicurezza pubblica è la più alta istituzione decisionale del Partito nell'ambito militare e della sicurezza, e controlla le operazioni delle Forze Armate Popolari Laotiane. Il Segretario generale è di diritto il presidente della Commissione.
La Segreteria è l'organo esecutivo superiore ed è guidata dal Segretario generale del PRPL (I grado), dal Presidente della Commissione ispettiva (II grado) e dal Membro titolare (III grado). Di solito, i segretari gestiscono o lavorano nelle commissioni del Comitato centrale, al Pasason, all'Alun Mai o in altri organi.
La Commissione ispettiva risolve le problematiche disciplinari tra i membri del Partito, analizzando casi di corruzione, attività anti-partito, anti-rivoluzionarie o violazioni in generale delle regole del PRPL.

### Organizzazioni inferiori
Il ramo giovanile del Partito è l'Unione della Gioventù Rivoluzionaria del Popolo Lao. Fu creata nel 1983 e la sua organizzazione rispecchia quella del Partito, avendo un proprio Segretario generale, Ufficio politico, Segreteria e Comitato centrale, e convoca ogni cinque anni in un Congresso nazionale. L'Unione possiede un proprio quotidiano, il Num Lao.
L'organo ufficiale del Partito è il settimanale Pasason, fondato il 13 agosto 1950.

### Dirigenti
| Segretario generale del Partito Popolare del Lao                           | Segretario generale del Partito Popolare del Lao | Segretario generale del Partito Popolare del Lao | Segretario generale del Partito Popolare del Lao | Segretario generale del Partito Popolare del Lao |
| -------------------------------------------------------------------------- | ------------------------------------------------ | ------------------------------------------------ | ------------------------------------------------ | ------------------------------------------------ |
|                                                                            | Kaysone Phomvihane 1978.jpg                      | Kaysone Phomvihane                               | 1955                                             | 1972                                             |
| Segretario generale del Partito Rivoluzionario del Popolo Lao              |                                                  |                                                  |                                                  |                                                  |
|                                                                            | Kaysone Phomvihane 1978.jpg                      | Kaysone Phomvihane                               | 1972                                             | 1991                                             |
| Presidente del Comitato centrale del Partito Rivoluzionario del Popolo Lao |                                                  |                                                  |                                                  |                                                  |
|                                                                            | Kaysone Phomvihane 1978.jpg                      | Kaysone Phomvihane                               | 1991                                             | 1992                                             |
|                                                                            |                                                  | Khamtai Siphandon                                | 1992                                             | 2006                                             |
| Segretario generale del Partito Rivoluzionario del Popolo Lao              |                                                  |                                                  |                                                  |                                                  |
|                                                                            | Choummaly Sayasone.jpg                           | Choummaly Sayasone                               | 2006                                             | 2016                                             |
|                                                                            | Bounnhang Vorachith 2016 (cropped)               | Bounnhang Vorachith                              | 2016                                             | 2021                                             |
|                                                                            | Thongloun Sisoulith with Obamas cropped.jpg      | Thongloun Sisoulith                              | 2021                                             | in carica                                        |

## Ideologia
Le ideologie ufficiali del Partito Rivoluzionario sono il marxismo–leninismo e, dal 2016, il Pensiero di Kaysone Phomvihane. Nel 1970, il segretario Kaysone Phomvihane affermò:
I pamphlet del PRPL ritraggono Karl Marx e Friedrich Engels come gli scopritori dei principi universali del comunismo.
Nell'ottobre del 1975, la III Sessione plenaria del II Comitato centrale chiarì l'ideologia del Partito. Kaysone Phomvihane credeva che il Laos stesse affrontando una lotta dialettica contro l'imperialismo americano e i suoi fantocci locali, definendola come una "lotta su due fronti" tra il socialismo e il capitalismo.
Alla V sessione plenaria del II Comitato centrale, Kaysone Phomvihane affermò:
Il cambio ideologico verso la lotta su due fronti necessitava di essere seguita dall’accelerazione della costruzione del socialismo.
Nel dicembre 1975, il Partito affermò l'intenzione di saltare la fase capitalista nell'avanzata verso il socialismo. Tuttavia, la stessa sessione plenaria ritenne improbabile la trasformazione socialista dell'agricoltura (la collettivizzazione) a causa del livello di sviluppo del Paese. Il PRPL affermò che non aveva intenzione di abolire le relazioni di proprietà capitaliste. Il pensiero dominante era che il basso livello di maturità politica e culturale del Laos, la debole capacità organizzativa del Partito e l'immaturità del settore statale rendevano impossibile saltare il capitalismo e iniziare subito la costruzione del socialismo. Il Partito decise quindi di attuare una strategia lungo termine:
1. Eliminare dal Laos ogni traccia di imperialismo, colonialismo e feudalismo, mentre veniva costruito un regime popolare democratico estendendo il potere amministrativo dal centro alle radici;
2. Normalizzare le vite del popolo ripristinando le relazioni capitaliste assieme alle nuove relazioni socialiste della produzione.

Nel febbraio 1977, la IV Sessione plenaria del II Comitato centrale decise che la nazionalizzazione e la collettivizzazione erano i mezzi necessari per accelerare la costruzione del socialismo. Secondo Kaysone Phomvihane, il metodo implicava:
Nel 1979, al VII Plenum fu cambiata nuovamente la linea del Partito e venne enfatizzata l'introduzione delle relazioni di mercato nell'economia. La decisione fu presa perché la transizione verso il socialismo era un lungo processo storico e il Laos era ancora nelle prime fasi del socialismo, un concetto simile alla fase primaria del socialismo cinese. Il PRPL affermò che le aziende statali e collettive avrebbero giocato un ruolo importante nell'economia, ma che il capitalismo di stato, la proprietà privata e l'attività economica individuale avrebbero continuato ad esistere come ulteriori strumenti per la costruzione del socialismo. Secondo l'economista Norihiko Yamada:
(Yamada 2018, pp. 722-723)
All'inizio, le riforme di mercato furono promosse sotto il nome di "Meccanismo socialista di gestione economica" e dal 1984 come "Nuovo meccanismo di gestione economica". Entrambi i nomi accentuavano l'importanza della gestione statale dell'economia. Il PRPL continuò a ritenere che l'economia statale e collettiva e il capitalismo di stato fossero basati sul principio dell'economia pianificata, mentre i settori privati e individuali si basarono sul principio delle relazioni merce-denaro. All'VIII plenum del II Comitato centrale, Kaysone Phomvihane disse che la lotta su due fronti tra socialismo e capitalismo era entrata in una nuova e complessa fase. Al III Congresso nazionale, Kaysone chiarì il suo concetto affermando che la lotta su due fronti era tra chi sosteneva le riforme economiche e chi invece si opponeva. Come risposta all'opposizione degli ufficiali del Partito, in particolare quelli intorno alla figura di Nouhak Phoumsavanh, Kaysone Phomvihane introdusse il "Nuovo pensiero" nel discorso ideologico del IV Congresso nazionale.
Un articolo pubblicato nel 1989 sulla rivista teorica Alun Mai affermò:
Considering the current socio-economic situation in our country, the most fundamental struggle that the revolution must resolve is the one between old-fashioned forces of production and increasing production to supply the demand in society that is increasing daily.»
Considerando l'attuale situazione socioeconomica del nostro Paese, la lotta fondamentale che la rivoluzione deve risolvere è quella tra le forze di produzione antiquate e l'aumento della produzione per soddisfare la domanda nella società che aumenta ogni giorno.»
( Mounkeo Oraboun, The Path from People's Democracy to Socialism, Step by Step, in Alun Mai, 1989.)
Oltre ad aumentare la crescita economica e gli standard di vita, le riforme economiche produssero ciò che il PRPL chiamò "fenomeni negativi" come la corruzione, frode, disparità economica e ineguaglianza di reddito. Il Presidente del PRPL Khamtai Siphandon iniziò quindi una campagna per rafforzare i valori socialisti e disse ad una riunione del Partito che "il controllo dei movimenti dal basso e il popolo è una lotta seria di "chi prevarrà su chi?" tra noi e i nostri nemici". Subito dopo, il membro della Segreteria Chueang Sombounkhan pubblicò su Alun Mai un articolo per chiarire la posizione del Partito sul socialismo:
Tuttavia, nel IX Congresso nazionale, il segretario generale Choummaly Sayasone accentuò l'importanza di rafforzare il lavoro e la comprensione ideologica:
Nel 2016, il Partito modernizzò il suo assetto ideologico, e il X Congresso nazionale modificò lo statuto del PRPL aggiungendo il Pensiero di Kaysone Phomvihane. Tale mossa fece breccia nella tradizione del Partito, poiché non aveva mai intitolato una teoria ad un individuo diverso da Marx, Engels o Lenin, a differenza del Partito Comunista Cinese (Pensiero di Mao Zedong, Teoria di Deng Xiaoping e Pensiero di Xi Jinping), del Partito Comunista del Vietnam (Pensiero di Ho Chi Minh), del Partito del Lavoro di Corea (Kimilsunghismo-kimjonghilismo) e del Partito Comunista di Cuba (Fidelismo). Per celebrare l'85º compleanno di Kaysone Phomvihane nel 2006, il PRPL organizzò il seminario "Il pensiero di Kaysone Phomvihane nella costruzione e nello sviluppo del regime democratico popolare lungo la strada del socialismo". Il seminario definì Phomivhane come "il pensatore e teorico chiave del Partito, l'iniziatore delle riforme del 1979 e l'erede di Marx e Lenin che ha applicato creativamente il marxismo-leninismo al Laos." Il pensiero di Kaysone Phomvihane fu definito come una teoria fondamentale per il rinnovamento del Partito e una guida per il Partito e il Paese.

## Elezioni

Bandiera del Laos e del Partito.

L'organo legislativo del Laos è l'Assemblea nazionale, definita dalla costituzione come "la rappresentante dei diritti, dei poteri e degli interessi del popolo multietnico". Le elezioni si svolgono dal 1989 ogni cinque anni e con suffragio universale a scrutinio segreto. Le leggi elettorali stabiliscono che, per partecipare alle elezioni, un candidato deve essere approvato dal Fronte Lao per la Costruzione Nazionale che decide se il candidato soddisfa i criteri delineati dalla legge. Alcuni dei criteri sono abbastanza generali, ad esempio un candidato deve "essere patriottico, devoto alla democrazia popolare, essere fedele al Nuovo Meccanismo Economico del Partito, essere fedele alla nazione, servire sempre gli interessi del popolo, e avere un atteggiamento forte, chiaro e assoluto nei confronti di amici e nemici". Il candidato deve inoltre "avere un livello sufficiente di conoscenza delle politiche e dei programmi strategici del Partito, e delle leggi e dei regolamenti statali, e avere la capacità di intraprendere propaganda e motivare le persone a essere consapevoli e a partecipare all'attuazione delle politiche del partito e delle leggi statali". Di solito, ci sono più candidati che seggi: alle elezioni del 2016, 210 candidati erano in competizione per i 149 seggi della VII Assemblea Nazionale.
| Elezioni | Seggi     | Variazione | Fonti   |
| -------- | --------- | ---------- | ------- |
| 1989     | 65 / 79   | 65         | [ 94 ]  |
| 1992     | 85 / 85   | 20         | [ 95 ]  |
| 1997     | 98 / 99   | 13         | [ 96 ]  |
| 2002     | 109 / 109 | 11         | [ 97 ]  |
| 2006     | 113 / 115 | 4          | [ 98 ]  |
| 2011     | 128 / 132 | 15         | [ 99 ]  |
| 2016     | 144 / 149 | 16         | [ 100 ] |
| 2021     | 158 / 165 | 14         |         |

## Relazioni internazionali
Il Partito Rivoluzionario del Popolo Lao è membro dell'Incontro Internazionale dei Partiti Comunisti e Operai. Mantiene strette relazioni con il Partito Comunista Cinese, il Partito Comunista di Cuba, il Partito Comunista del Vietnam, il Partito dei Lavoratori di Corea e il Partito Popolare Cambogiano.